# Amelia Chellini
Amelia Chellini de son vrai nom  Amelia Creti , née à Florence le 16 juin 1880 et morte à Rome le 31 mai 1944, est une actrice italienne. Elle est apparue dans le 38 films entre 1912 et 1944.

## Biographie
Née à Florence, Amelia Chellini est la sœur de l'acteur Vasco Creti. Elle commence par jouer dans le théâtre amateur, pour passer à des compagnies de théâtre comme celle de Virgilio Talli, où elle reste un long moment. Elle épouse Didaco Chellini, administrateur de théâtre, dont elle prend le nom.
En 1918, elle est engagée par Emma Gramatica dans la compagnie dirigée par Gustavo Salvini (it). Elle passe les années suivantes avec Sergio Tofano et Giuditta Rissone, puis avec Evi Maltagliati, Gino Cervi, Andreina Pagnani et Paolo Stoppa, dans la compagnie du Teatro Eliseo de Rome, et enfin avec Enrico Viarisio et Vivi Gioi.
Elle débute dans le cinéma muet en 1914, passant sur les plateaux de diverses maisons de production de l'époque, dans des rôles d'actrice de genre, incarnant des dames sévères, des directrices d'école, ou des vieilles filles pointilleuses.
À l'époque du cinéma parlant, elle tourne entre autres avec les réalisateurs principaux de la comédie filmée de l'époque, comme Amleto Palermi, Mario Mattoli, Gennaro Righelli et Carlo Ludovico Bragaglia.
Elle travaille jusqu'à peu de jours de sa mort survenue à Rome en 1944.

## Filmographie partielle
- 1915 : Maciste de Luigi Romano Borgnetto (it) et Vincenzo Denizot : la mère de la jeune fille
- 1933 : La segretaria per tutti de Amleto Palermi
- 1933 : Un cattivo soggetto de Carlo Ludovico Bragaglia
- 1934 : Temps maximum (Tempo massimo) de Mario Mattoli
- 1936 : La damigella di Bard de Mario Mattoli
- 1939 : Mille chilometri al minuto! de Mario Mattoli
- 1939 : Eravamo sette vedove de Mario Mattoli
- 1940 : Madeleine, zéro de conduite ( Maddalena… zero in condotta) de Vittorio De Sica
- 1942 : Jour de noces (Giorno di nozze) de Raffaello Matarazzo
- 1942 : Tragica notte de Mario Soldati
- 1943 : La Terreur du pensionnat (Il birichino di papà) de Raffaello Matarazzo